# Michael Kockel
Michael Johannes Kockel (obersorbisch Michał Jan Kokla; * 25. Oktober 1840 in Räckelwitz; † 29. August 1922 in Crostwitz) war ein sorbischer Gutsbesitzer aus Crostwitz und Abgeordneter des Sächsischen Landtags.

## Leben
Er wurde am 25. Oktober 1840 in Räckelwitz (Worklecy) geboren, heiratete in Nebelschütz am 31. Mai 1870 die aus Piskowitz stammende Maria Nazdalek (Nasdala), hatte fünf Kinder und verstarb am 29. August 1922 in Crostwitz. 1866 übernahm er für 2100 Taler ein Bauerngut in Crostwitz. Der Hof gehörte im 18. Jahrhundert der in Crostwitz bekannten Familie „Lißak“, so dass er oft als Michał Kokla-Lissak schriftlich erwähnt wurde.
Der Landwirt und Politiker Jakob Spittank war sein Schwiegersohn.

## Politische Tätigkeit
Michael J. Kockel war Mitglied des Konservativen Landesvereins, einer konservativen politischen Gruppierung im Königreich Sachsen. Er zählte zu den Hauptorganisatoren des bäuerlichen sorbischen Vereinslebens im letzten Drittel des 19. Jahrhunderts.
Kockel war ständiges Mitglied des sächsischen Landtags für den Wahlkreis 8 von 1885 bis zur Revolution 1918. Im November 1918 unterschrieb er die Proklamation seines Parlaments- und Fraktionskollegen Arnošt Bart-Brězynčanski mit der Forderung nach staatlich garantierten Minderheitenrechten für das sorbische Volk.
Dabei nutzten sie die Debatte über neue Regierungsformen, um die sächsische Schulpolitik gegenüber den Sorben zu kritisieren.
Kockel unterhielt freundschaftlichen Kontakt zu Adolf Černy, dem Gründer des Tschechisch-wendischen Vereins Adolf Černý, der 1932 in Gesellschaft der Freunde der Lausitz umbenannt wurde. Seit 1881 war er Mitglied der Maćica Serbska.